# Dekokcja
Dekokcja (łac. decoquere, decoctum = zagotowanie, wygotowanie) – metoda zacierania słodu browarnego, w trakcie której  gęsta część zacieru (ze słodem) czyli ok. 1/3 całego zacieru zostaje oddzielona i zagotowana w oddzielnym kotle. Następnie gorąca zwracana jest do kadzi zaciernej z zacierem głównym (rzadszym), podnosząc skokowo jego temperaturę. Czynność tę wykonuje się głównie dla lepszego skleikowania skrobi i osiągnięcia piwa o pełniejszym smaku.
W metodzie dekokcyjnej wyróżnia się system jednowarowy, dwuwarowy oraz trójwarowy. Oznacza to, że dekokcja została przeprowadzona jednokrotnie, dwukrotnie lub trzykrotnie. Ze względów ekonomicznych metoda dekokcyjna zacierania słodu stosowana jest obecnie rzadko. Najczęściej stosuje się ją przy warzeniu koźlaków, piw pszenicznych lub pilznerów. Czasami stosowany jest dodatek słodu melanoidynowego nadający piwu aromatu skórki chleba jako substytut uciążliwego zacierania dekokcyjnego.
Drugim sposobem zacierania jest metoda infuzyjna.

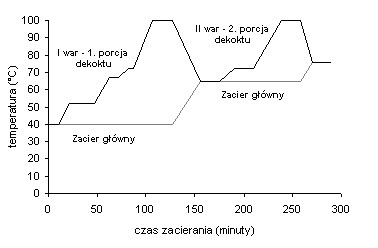
Przykład zacierania słodu z wykorzystaniem metody dwuwarowej